# Туркестан
Туркеста́н (перс. ترکستان‎, Torkestân, дословно — «Земля тюрков») — историко-географический регион Центральной Азии. Обозначение среднеазиатских земель к северу от современных Персии и Афганистана и преимущественно тюркской части северного Афганистана к югу от Амударьи. 
Название, произошедшее от тюркских народов, составляющих основу местного населения, широко употреблялось в XIX и начале XX века. Термин применяется в современном российском политологическом дискурсе в отношении пяти постсоветских республик, входивших ранее в состав Союза ССР и областей Российской империи: Казахстана (южная часть), Кыргызстана, Туркменистана, Таджикистана и Узбекистана.

## Этимология

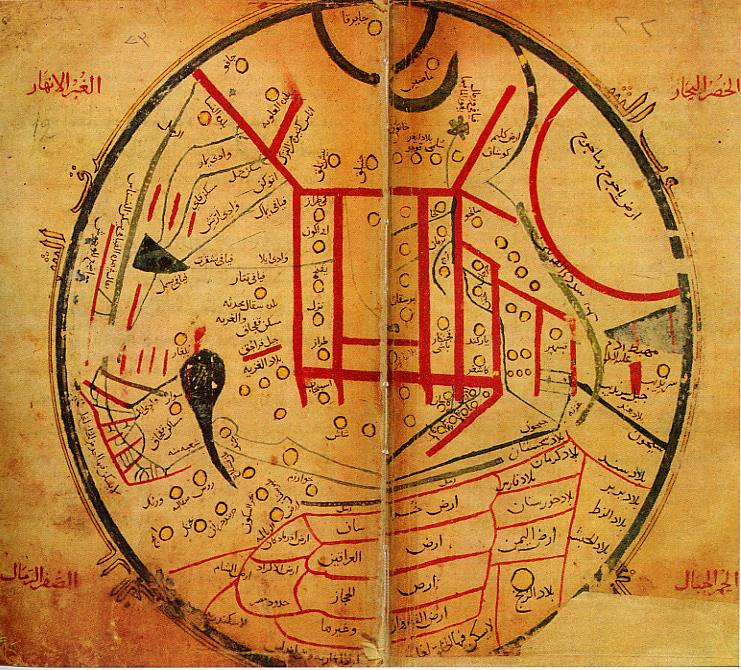
Карта от Махмуда аль-Кашгари «Диван лугат ат-турк», показывающая расселение тюркских племён в XI веке.

Самое раннее упоминание топонима «Туркестан» содержится в документе на бумаге 639 года, представляющего собой письмо на согдийском языке из 25 строк о продаже в рабство самаркандской девушки. Документ был найден в 1969 году вместе с китайским документом 628 года близ Турфана.
Название Туркестан связано с основой тюрк или турк. 
Первое известное упоминание этнонима türk (др. тюрк. ‏𐱅𐰇𐰼𐰜‎ — türük) или (др. тюрк. ‏𐰜𐰇𐰛׃𐱅𐰇𐰼𐰰‎ — kök türük) или (др. тюрк. ‏𐱅𐰇𐰼𐰛‎ — türük), кит. 突厥, старотибетский: duruggu/durgu, пиньинь: Tūjué, ср.-кит.: tʰuot-küot, ср.-греч. Τούρκοις) встречается в китайских летописях и относится к 542 году. В европейских хрониках о тюрках впервые сообщают византийские историки Менандр и Феофан, когда тюркский каган Сильзибул в 568 году отправил посольство к Юстину II.
В разных источниках термин использовался в следующих формах: в согдийских — twrk, среднеперсидских — turk, арабских — trk (мн. ч. atrâk), сирийских — turkaye, греческих — τoύpκoç, санскритских — turuška, тибетских — drug, drugu, хотанских — ttûrka, tturki.

## География
Согласно ЭСБЕ:
Западно-центральные части материка Евразии заняты обширной страной, называемой с давних пор Тураном, или Т., т. е. страной тюркских народов. Простираясь от р. Урала и Каспийского моря на З до Алтая и китайской границы на В, от Персии и Афганистана на Ю до Тобольской и Томской губ. на С, страна эта занимает огромную площадь (более 1⁄3 Европы) с весьма редким населением, состоящим преимущественно из тюркских народов (киргизы, туркмены, узбеки).
Русский историк Николай Дубровин упоминал Туркистан как территорию от реки Кудиял и далее в горы.

## История

### Средние века
Бухарский историк саманидской эпохи Абу Бакр Наршахи (899—959 гг.) упоминает термин Туркестан, который использовался в Мавераннахре уже в начале VIII века, при правлении согдийского царя Тархуна.
Караханидский историк XII века Маджид ад-дин ас-Сурхакати в Самарканде написал «Историю Туркестана», в которой излагалась история династии Караханидов.
В скандинавской Саге об Инглингах (XIII век) упомянут Тюркланд (исл. Tyrkland) к востоку от Асгарда (страны асов или ясов).
Персидский поэт XIV века Камол Худжанди в своих стихах использовал термин Туркестан.

### XIX—XX века

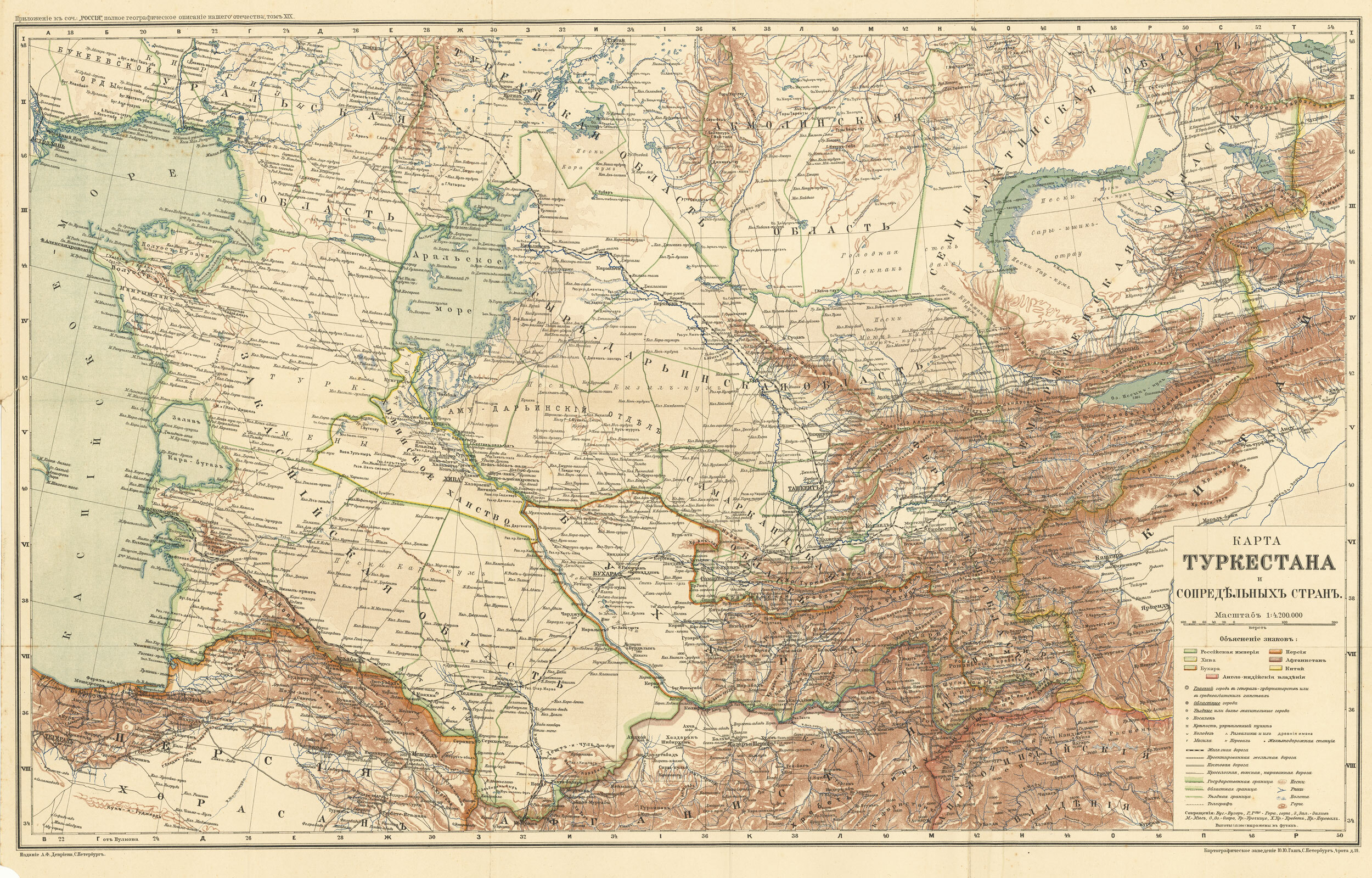
Карта Российского Туркестана в начале XX века

Термин Туркестан использовал и бухарский мыслитель Ахмад Дониш (1827—1897). Он полагал, что российские власти считали эмира Насруллу (1827—1860) «самым могущественным из всех правителей Туркестана».
Известный самаркандский джадид начала XX века Бехбуди выступал за создание истории своей родины — Туркестана.
Самаркандский джадид начала XX века Ходжи Муин Шукруллаев  идентифицировал себя как «тюрк Туркестана».
В 1915 году ташкентский джадид Мирзо Олим Махдум Хожи опубликовал свою книгу «Тарихи Туркистон» (История Туркестана).
Казахский просветитель и политический деятель первой половины XX века Мустафа Чокаев в 1927 году организовал в Стамбуле журнал «Жана (Новый) Туркестан» (1927—1931) — политический орган Национальной Защиты Туркестана. С 1929 года наладил в Берлине издание журнала «Яш (Молодой) Туркестан» и стал его главным редактором. Журнал просуществовал до начала Второй мировой войны в 1939 году.
Узбекский писатель Мамадали Махмудов (1940—2020) возглавлял движение «Туркестан», которое существовало с 1989 по 1993 годы. Эта идея получила развитие и поддержку у президента Узбекистана И.Каримова, который в 1993 году выступил с концепцией «Туркестан – наш общий дом».
С понятием Туркестан обычно связывают земли таких современных государств как Узбекистан, Туркменистан, Киргизия, Казахстан, Таджикистан и Синьцзян-Уйгурский автономный район Китая, а также север Афганистана.
По мнению российского историка С. Абашина, до завоевания Российской империей Средней Азии, термин Туркестан использовался только для территории Южного Казахстана, а Ферганская долина, Кокандское ханство, Самарканд и Бухара «формально не относились к Туркестану». Он полагает, что название Туркестан, благодаря Российской империи, стало таким термином, который стал обозначать «чуть ли не всю современную Центральную Азию». 
После того, как во второй половине XIX века большая часть этих земель вошла в состав Российской империи, в употребление вошли понятия «Русский Туркестан», принадлежавший Китаю «Восточный Туркестан» и включавший северные районы Ирана и Афганистана «Афганский Туркестан». В 1867 году было создано Туркестанское генерал-губернаторство в составе Российской империи. В Западном и Восточном Туркестане проживало преимущественно тюркское население, в Южном — ираноязычное.
В середине 1920-х годов в связи с национально-государственным размежеванием советских республик термин Туркестан постепенно вышел из употребления и был заменён первоначально в русской географической традиции термином «Средняя Азия», затем этот термин стал употребим в географической литературе всех 15 советских республик Союза ССР и был канонизирован советской цензурой. В мировой географической традиции регион является частью Центральной Азии. После распада Союза ССР состоялось несколько научных конференций, где было предложено отказаться от употребления термина Средняя Азия в пользу общепринятого в мире термина «Центральная Азия» (который включает, кроме бывших советских республик, также часть земель Китая и Афганистана).

### Западный Туркестан

Туркестанский герб с герба Российской империи

На территории Западного Туркестана, присоединённого к Российской империи, в 1867 году было образовано Туркестанское генерал-губернаторство. С 1886 года официальное название «Туркестанский край». В апреле 1918 года, на территории Русского Туркестана была образована Туркестанская Автономная Советская Социалистическая Республика. После национально-государственного размежевания советских республик Средней Азии 1924—1925 годов на территории Туркестана были образованы Советские Республики. Со временем слово «Туркестан» заменено термином Центральная Азия, часто также используется термин «Средняя Азия», хотя в Среднюю Азию обычно не включают Казахстан, являющийся по сути частью тюркского мира.
Под именем «Туркестана» в Российской империи чаще всего подразумевали три области: Самаркандскую, Ферганскую и Сырдарьинскую. Но весь Туркестан включал пять областей, расположенных одна за другой к востоку от Каспийского моря по границе Российской империи с Персией, Афганистаном и Китаем, а именно: Закаспийскую, Самаркандскую, Ферганскую, Сырдарьинскую и Семиреченскую, а также Бухарское и Хивинское ханства.

### Восточный Туркестан
Восточный Туркестан на данный момент представлен тюркоязычным Синьцзян-Уйгурским автономным районом Китая. В его составе имеются казахское и киргизское национально-территориальные образования.
В русской литературе для обозначения Восточного Туркестана нередко употреблялся также термин Кашгария, под которым обычно понимается область, включающая обширную Таримскую равнину и обращенные к ней склоны окружающих её горных хребтов Тань-Шаня, Памира, Куэнь-Луня и Бэй-Шаня. Равнина эта вытянута с запада на восток примерно на 1200 километров, с юга на север — на 500 километров.
В сочинениях мусульманских авторов XVIII, XIX и начала XX веков для обозначения «Китайского Туркестана» употребляются термины «Торт-шехр» (Четыре города), «Алты-шехр» (Шесть городов) и «Йети-шехр» (Семь городов), но чаще всего — «Алты-шехр». Под шестью городами Восточного Туркестана обычно имеются в виду: Куча, Аксу, Уч-Турфан, Кашгар, Яркенд и Хотан. В качестве седьмого города позднейшие авторы добавляют Янги-Хисар, расположенный между Кашгаром и Яркендом.

### Афганский Туркестан
Территория от реки Мургаб до Гиндукуша, которая во второй половине XIX веке составила провинцию Афганского государства, стала называться Афганским Туркестаном.